# Karl Klindworth

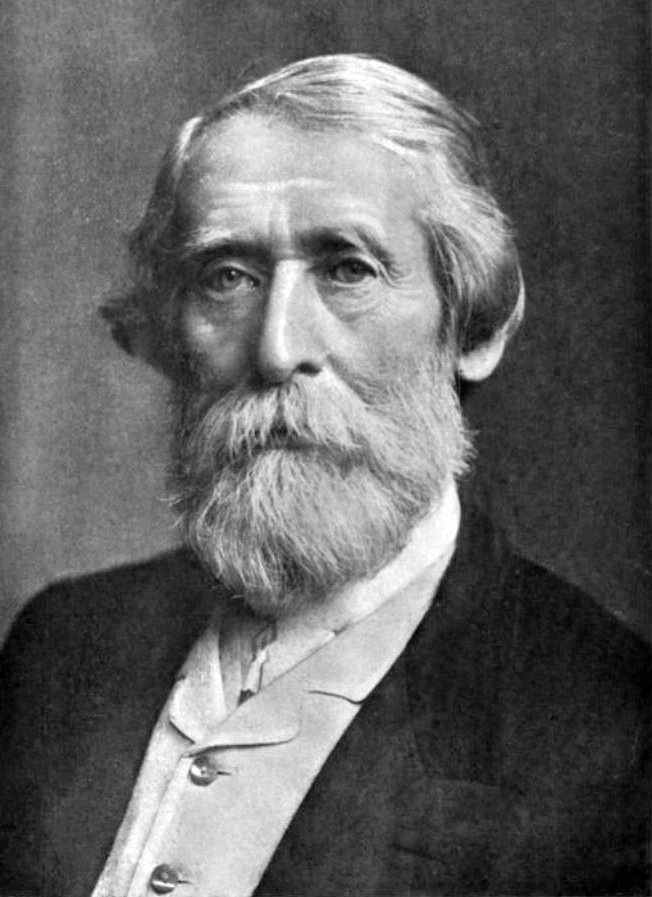
Karl Klindworth

Karl Klindworth (* 25. September 1830 in Hannover; † 27. Juli 1916 in Stolpe) war ein deutscher Komponist, Dirigent, Musikpädagoge und Klaviervirtuose.

## Leben
Karl Klindworth war der Sohn des Mechanikers und Unternehmers Carl August Klindworth und der Dorothea Wilhelmine (1800–1853), der Tochter des Hofbuchdruckers Johann Thomas Lamminger (1757–1805). Als Kind erhielt Karl Violinunterricht und brachte sich selbst das Klavierspiel bei. Mit 17 Jahren bereits erfolgreicher Violinist und Kapellmeister einer reisenden Theatertruppe, übernahm er 1850 die Leitung der Neuen Liedertafel in Hannover. 1852 ging Klindworth nach Weimar, wo er bei Franz Liszt Klavierunterricht nahm und bald zu dessen engstem Schüler- und Freundeskreis gehörte. Ab 1854 lebte er als Pianist und Klavierlehrer in London, wo er 1855 Richard Wagner kennenlernte. Diesem sollte er ein sein Leben lang ergebener Anhänger und Freund werden. Klindworth folgte 1868 der Einladung Nikolai Rubinsteins, eine Klavierklasse am Moskauer Konservatorium zu leiten. Hier, wo gleichzeitig Pjotr Iljitsch Tschaikowski als Professor für Harmonielehre wirkte, vollendete er die im Jahr seiner ersten Begegnung mit Wagner 1855 begonnene Klavierbearbeitung von dessen Ring des Nibelungen und eine kritische Ausgabe der Werke Frédéric Chopins.
Nach dem Tod Rubinsteins ließ sich Klindworth 1882 in Berlin nieder und leitete von 1884 bis 1886 im Wechsel mit Joseph Joachim und Franz Wüllner die Berliner Philharmoniker sowie die Konzerte des örtlichen Wagner-Vereins. Seine 1883 gegründete und ein Jahr später zur Musikschule erweiterte Klavierschule wurde 1893, als er deren Leitung abgegeben hatte, mit dem 1881 von Xaver Scharwenka begründeten und seit 1892 von dessen Bruder Philipp geleiteten Scharwenka-Institut zum Klindworth-Scharwenka-Konservatorium zusammengelegt. Sie  befand sich im heutigen Gardeschützenweg in Lichterfelde-West. Nach Beendigung seiner Lehrtätigkeit 1898 blieb Klindworth als Pianist und Dirigent aktiv, widmete sich jedoch verstärkt der Herausgabe von Bearbeitungen und Lehrwerken. 1907 adoptierte das Ehepaar Klindworth die zehnjährige englische Waise Winifred Williams (eine Verwandte von Klindworths Ehefrau, Henriette Karrop), die 1915 Siegfried Wagner heiratete und nach dessen Tod 1930 Leiterin der Bayreuther Festspiele wurde.
Zwischenzeitlich in Potsdam ansässig, später in der Eden Gemeinnützige Obstbau-Siedlung bei Oranienburg, nahm Klindworth 1910 seinen Abschied vom Konzertpodium.
Karl Klindworth und seine Frau wurden in Bayreuth auf dem Städtischen Friedhof beigesetzt, nahe den Grabstätten von Siegfried Wagner und Franz Liszt.

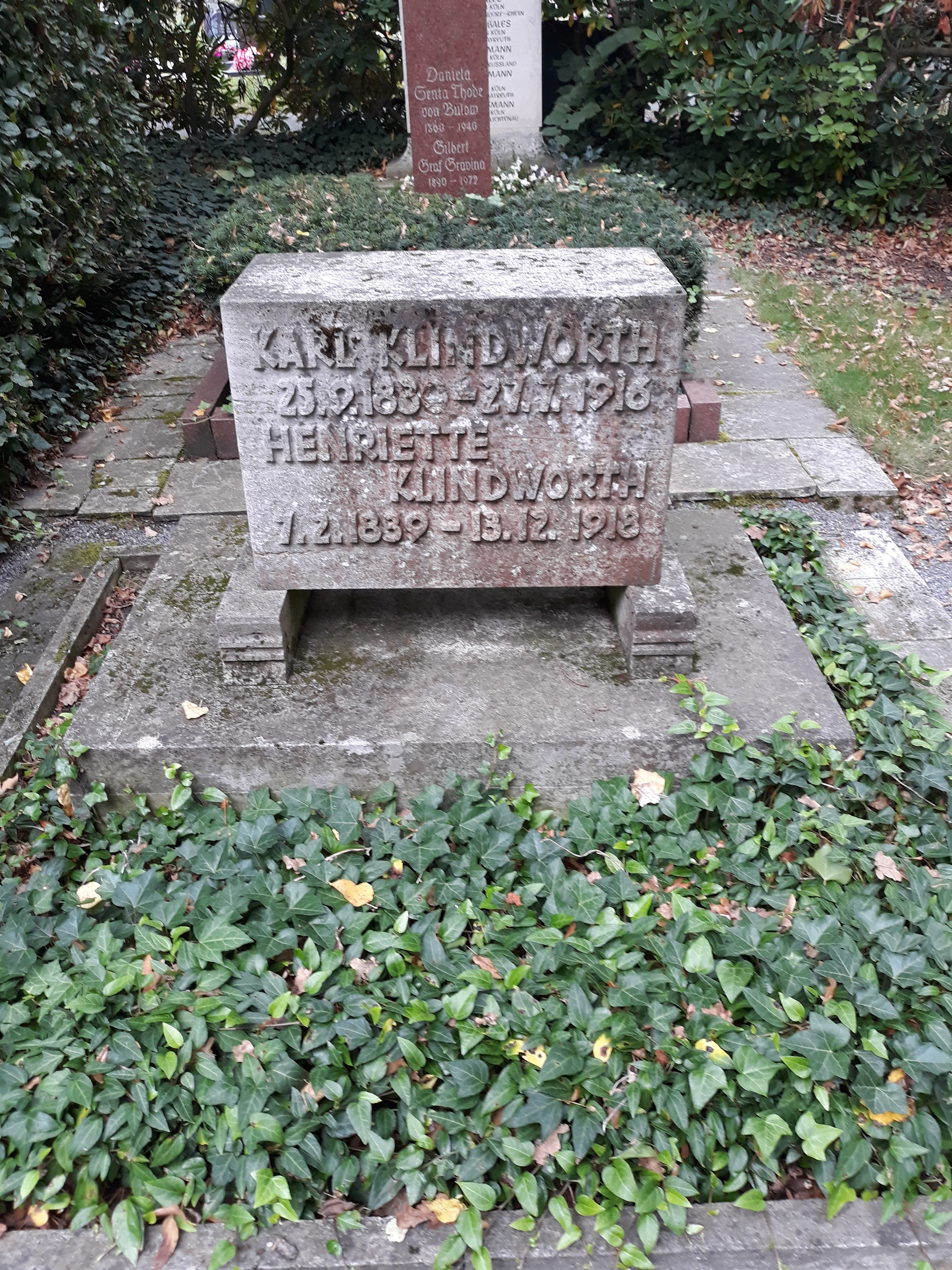
Das Grab von Karl Klindworth und seiner Frau Henriette (geborenen Karrop) auf dem Stadtfriedhof Bayreuth

## Bedeutung
Klindworth trat vor allem als Bearbeiter von Werken Wagners und Liszts hervor. Er selbst bezeichnete die Begegnung und Freundschaft mit diesen beiden Komponisten als entscheidenden Wendepunkt in seinem Leben. Während Liszt in der Klavierpädagogik zum Vorbild wurde, so Wagner als Schöpfer des Musikdramas, für den Klindworth die partiturnahen Klavierauszüge des Ring des Nibelungen, seine bis heute bekanntesten Arbeiten, herstellte. Wagner selbst sah jedoch den praktischen Nutzen der Bearbeitungen durch ihren hohen technischen Schwierigkeitsgrad stark eingeschränkt. In einem Brief an Klindworth vom 14. Februar 1874 erklärte er:
Kein Mensch spielt doch solch einen Klavierauszug, so wie Sie es sich gedacht haben. [...] Also: lieber gleich nur Andeutung, während jetzt der gewöhnliche Klavierspieler doch nur durchkommt, wenn er über die Hälfte der Noten ausläßt.
Im Zuge der Erstellung von Auszügen zu weiteren Bühnenwerken Wagners hat Klindworth später eine erleichterte Fassung des Ring-Klavierauszugs veröffentlicht.
Mit der Edition von Werken Bachs, Beethovens, Chopins und Mendelssohns machte sich Klindworth auch als Herausgeber einen Namen. Diese sind heutzutage jedoch, wie auch seine Bearbeitungen, durch das gewandelte Werkverständnis meist nur noch von historischem Interesse. Lange in Gebrauch blieben auch seine Klavierschulen. Zu seinen Schülern gehörten Hans von Bülow und William Mason.

## Werke

### Klavierwerke
- Concert-Polonaise
- Polonaise-Fantaisie

### Bearbeitungen und Klavierauszüge
- Hector Berlioz: Auswahl aus La damnation de Faust
- Pjotr Iljitsch Tschaikowski: Roméo et Juliette für 2 Klaviere, Francesca da Rimini für Klavier zu 4 Händen
- Wolfgang Amadeus Mozart: Requiem für Klavier zu 4 Händen
- Franz Schubert: Große C-Dur-Symphonie für 2 Klaviere
- Richard Wagner: Rienzi, Der fliegende Holländer, Tannhäuser, Lohengrin, Tristan und Isolde, Die Meistersinger von Nürnberg, Der Ring des Nibelungen, Parsifal

### Editionen
- Frédéric Chopin: Oeuvres complètes. 6 Bände. Moskau 1873–1876.
- Ludwig van Beethoven: Sonates pour piano. 3 Bände. Berlin 1884.
- Johann Sebastian Bach: Das wohltemperierte Klavier. Mainz 1894.
- Felix Mendelssohn Bartholdy: Lieder ohne Worte. London 1898.

### Klavierschulen
- Die Kunstfertigkeit im Klavierspiel, 24 Übungsstücke in allen Dur- und Moll-Tonarten. Mainz 1897.
- Novello's School of Pianoforte Music. London 1902.
- Elementar-Klavierschule. London, Mainz 1903.
- 24 Übungsstücke in allen Dur- und Moll-Tonarten zur Ausbildung der Kunstfertigkeit im Klavierspiel, letztes Ergänzungsheft zur Klavierschule von Bertini.

### Briefe und Schriften
- Einst und Jetzt in England. Bayreuth 1898.
- Gedenken und Gedanken aus Karl Klindworths Briefen nach Wahnfried. Bayreuth 1916.
- Unveröffentlichte Briefe Karl Klindworths an Tschaikowski. Berlin 1965.